# Communauté de communes du Pays de la Goële et du Multien
Die Communauté de communes du Pays de la Goële et du Multien war ein französischer Gemeindeverband (Communauté de communes) im Département Seine-et-Marne und der Region Île-de-France. Er wurde im Juni 1973 als Communauté de communes de Dammartin-en-Goële  gegründet. Die Umbenennung erfolgte im Jahr 2000. Der Gemeindeverband wurde aufgelöst, als er am 1. Juni 2013 mit den Gemeindeverbänden Communauté de communes des Portes de la Brie und Communauté de communes de la Plaine de France zum neuen Gemeindeverband Communauté de communes Plaines et Monts de France fusionierte.

## Mitglieder
- Cuisy
- Dammartin-en-Goële
- Le Plessis-l’Évêque
- Longperrier
- Marchémoret
- Montgé-en-Goële
- Moussy-le-Neuf
- Oissery
- Saint-Mard
- Saint-Pathus
- Thieux
- Villeneuve-sous-Dammartin

## Quelle
- Le SPLAF - (Website zur Bevölkerung und Verwaltungsgrenzen in Frankreich (frz.))